# 圣莫里斯纳瓦塞勒
圣莫里斯纳瓦塞勒（法語：Saint-Maurice-Navacelles，法語發音：[sɛ̃ moʁis navasɛl]）是法国埃罗省的一个市镇，属于洛代沃区。

## 地理
圣莫里斯纳瓦塞勒（43°50'49"N, 3°31'6"E）面积68.6 平方千米，位于法国奧克西塔尼大區埃罗省，该省份为法国南部沿海省份，南濒地中海，西南接奥德省，西北接塔恩省和阿韦龙省，东北与加尔省接壤。
与圣莫里斯纳瓦塞勒接壤的市镇（或旧市镇、城区）包括：布朗达、罗格、维塞克、佩盖罗勒德比埃日、圣吉耶姆勒代塞尔、圣让德比埃日、圣米歇尔、拉瓦克里和圣马丹德卡斯特里。

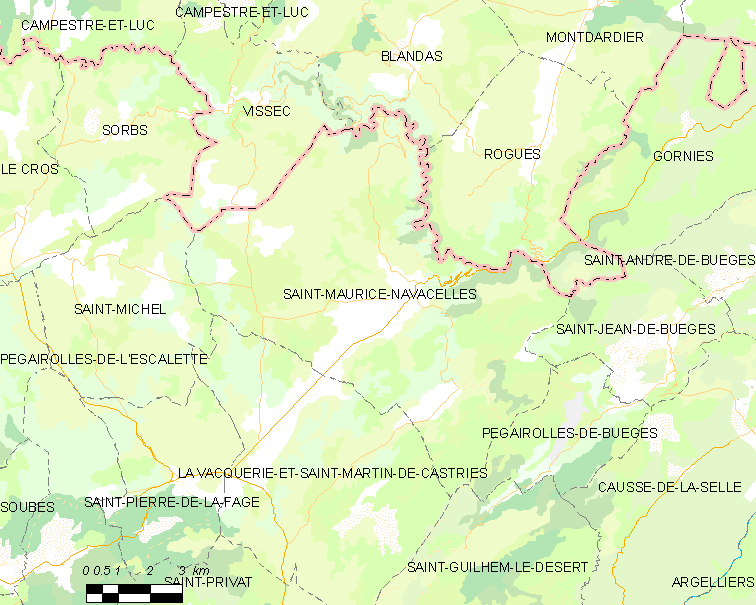
圣莫里斯纳瓦塞勒的OSM定位图

圣莫里斯纳瓦塞勒的时区为UTC+01:00、UTC+02:00（夏令时）。

## 行政
圣莫里斯纳瓦塞勒的邮政编码为34520、34190，INSEE市镇编码为34277。

## 政治
圣莫里斯纳瓦塞勒所属的省级选区为洛代沃县。

## 人口

1962-2008年间圣莫里斯纳瓦塞勒人口变化图示

圣莫里斯纳瓦塞勒于2022年1月1日时的人口数量为184人。